# Franzosenwald
Der Franzosenwald ist ein Wald südlich von Seitenstetten in Niederösterreich.

## Soldatenfriedhof
Der Franzosenwald ist eine Ruhestätte für zwischen 1796 und 1800 gefallene österreichische Soldaten des Zweiten Koalitionskrieges und für gefallene Franzosen aus dem Dritten Koalitionskrieg, als diese  im Herbst 1805 nach der gewonnenen Schlacht bei Steyr auch über Seitenstetten vorrückten. Auf einem im Wald angebrachten schmiedeeisernen Kreuz steht: „Hier ruhen 176 österr. Soldaten, welche im heiligen Kampfe gegen die Franzosen geblutet und in Folge schwerer Verwundungen, in dem Militärspitale des Stiftes Seitenstetten, in den Jahren 1796–1800 das Ziel ihrer Leiden gefunden haben.“ und daneben „Hier ruhen auch französische Soldaten, die im Stiftslazarett ihren schweren Verletzungen erlegen sind.“
Die Kriegsgräberstätte wurde im Jahr 1990 vom Österreichischen Schwarzen Kreuz, Kriegsgräbervorsorge in Zusammenarbeit mit dem ÖKB Ortsverband Seitenstetten restauriert und ausgebaut.

## Naturlehrpfad
In einem von Schülern des Stiftsgymnasiums Seitenstetten unter der Leitung ihrer Biologielehrer Leo Mader und Josef Schlöglhofer in Zusammenarbeit mit der Forstverwaltung des Stiftes Seitenstetten erarbeiteten Lehrpfad werden 22 Baum- und 14 Straucharten detailliert vorgestellt. Auf weiteren 12 illustrierten Tafeln werden allgemeine biologische und forstliche Themen behandelt.